# Asuka Comics
Asuka Comics es el sello con el que se editan los tomos (o tankōbon) que recopilan los mangas publicados en la revista Asuka de la editorial Kadokawa Shoten.
En algunas ocasiones, estos tankoubons reciben el nombre:
- Asuka Comics DX (DX significa "deluxe");
- Asuka Comics CL DX o Asuka CIEL;
- Asuka CIEL Très Très (especial de Asuka CIEL).

## Asuka Comics CIEL DX
Asuka Comics CIEL DX es el sello con el que se editan los tomos (o tankoubons) que recopilan los mangas publicados en la revista de manga Asuka CIEL, de la editorial Kadokawa Shoten.
Este sello suele verse en tankoubons de manga yaoi, pues esta revista se especializa en dicho género de mangas.
CIEL es una revista de manga yaoi publicadas por la editorial Kadokawa Shoten, de la rama de las revistas shōjo "Asuka". Tiene un ritmo de publicación mensual y también un suplemento especial, CIEL Très Très, que es bimestral y así, cada dos meses, interrumpe la publicación de su revista hermana.
Los tomos que recopilan las series de las revistas son publicados bajo el nombre de Asuka Comics CL DX (donde CL se pronuncia igual que "CIEL").

### Mangas publicados
- Hirotaka Kisaragi
  - Blood+ Yakou Joushi
- Shungiku Nakamura
  - Junjo Romantica
- Shungiku Nakamura
  - Sekai-ichi Hatsukoi

## Asuka CIEL Très Très
Es una publicación bimestral, suplemento especial de Asuka Comics CIEL DX.